# Jultomten
Jultomten («Юльтомтен» рус. Рождественский гном) — шведский иллюстрированный рождественский журнал, выходивший в Стокгольме с 1891 по 1935 годы.

## История
В 1891 году увидел свет первый выпуск журнала, издававшегося Шведской учительской газетой.
В качестве иллюстраторов с журналом сотрудничали известные шведские художники — Йон Бауэр, Йенни Нюстрём и другие. С 1923 года оформление журнала выполняла известная шведская художница Герда Тирен. Также в художественном оформлении принимали художники и из других скандинавских стран, как например, норвежский художник Луис Му, долго проживший в Дании.
В 1935 году выпуск журнала был прекращён.

## Галерея
- Выпуск 1895 года